# Antigone (Cocteau)
 (mars 2019).
Si vous disposez d'ouvrages ou d'articles de référence ou si vous connaissez des sites web de qualité traitant du thème abordé ici, merci de compléter l'article en donnant les références utiles à sa vérifiabilité et en les liant à la section « Notes et références ».
Pour les articles homonymes, voir Antigone.
Antigone est une pièce de théâtre de Jean Cocteau (1889-1963) écrite à Paris en 1922, d'après Sophocle.

## Résumé
Antigone est la fille d’Œdipe et de Jocaste, les anciens souverains de Thèbes au destin tragique à la suite de l’inceste que le couple a connu. Elle est aussi la sœur de deux frères, Étéocle et Polynice, qui se sont entre-tués pour accéder au trône. À la suite de cette bataille fratricide, c’est leur oncle Créon, frère de Jocaste, qui à ce titre devient le nouveau roi. Ce dernier décrète que seule la dépouille d’Étéocle sera honorée tandis que le corps de Polynice, condamné à ses yeux pour traitrise, sera abandonné au soleil et donné en pâture aux charognards avec ce terrible avertissement que quiconque osera enterrer le corps du renégat sera puni de mort. Personne n'ose braver l'interdit sauf Antigone : « Je suis née pour partager l’amour et non la haine » dit-elle à sa sœur, Ismène, laquelle par peur de ce terrible châtiment refuse de braver la sentence de leur oncle. Les gardes du roi arrêtent Antigone durant son action et la livrent à Créon tandis que son fils Hémon plaide pour sauver sa fiancée, s’appuyant sur la rumeur publique hostile aux intentions du roi. Le désespoir du fils laisse craindre la vengeance du père qui condamne pour rébellion sa nièce Antigone à être enterrée vivante. Le devin Tirésias arrive à combattre l’obstination de Créon qui ordonne la délivrance. Mais c’est trop tard le tyran constate, en faisant ouvrir le tombeau qu’Antigone s’est pendue à une corde faite de ses voiles, tandis que son fils Hémon, volontairement enfermé auprès de sa fiancée, la serre dans ses bras. C’est alors que les dieux vont punir Créon par un double suicide, celui de son fils Hémon et celui de sa femme Eurydice, maudissant père et époux. Trop tard ! Créon, trop tard ! les dieux se sont vengés !

## « Contraction » de la pièce
Avec cette courte pièce en un acte, Jean Cocteau créera, ce qu’il appelait « une contraction » de la version originale de la tragédie grecque de Sophocle dont la date de création se situe en 441 avant J.-C. En effet, Cocteau aimait à dire qu’« un artiste original ne peut pas copier. Il n’a donc qu’à copier pour être original. » L’originalité de la contraction de Cocteau se fait sentir par des effets de style direct et familier, si bien que cette adaptation redonne vie au mythe d’Antigone. L'esprit tragique conféré à la pièce de Sophocle s'y retrouve également, de même que tous les personnages y sont décrits dans leur malheur tout insidieux. Antonin Artaud y joua le rôle de Tirésias (le devin aveugle), et la pièce est dédiée à Génica Athanasiou, à laquelle fut confié le premier rôle. L'Antigone de Cocteau souligne le goût prononcé de l'auteur pour les sujets mythologiques repris par la suite : Orphée  en 1926, La Machine infernale en 1934 et Œdipe-Roi en 1937, tandis que Jean Anouilh en 1944 proposera à son tour une autre vision d’Antigone.

## Création de la pièce en 1922
Création le 20 décembre 1922 au Théâtre de l'Atelier à Paris
Mise en scène de Charles Dullin (1885-1949), texte de Jean Cocteau, décors de Pablo Picasso, costumes de Gabrielle Chanel, masques de Jean Cocteau, musique d'Arthur Honegger

### Distribution
- Génica Athanasiou (Antigone)
- Ève Longuet (Ismène)
- Francine Mars (Eurydice)
- Charles Dullin (Créon)
- Henri Allibert (Hémon)
- Antonin Artaud (Tirésias)
- Jean Cocteau (le chœur)
- Arnaud (le garde)
- Geymond Vital (le messager)

## Transpositions musicales
Arthur Honegger, adapte Antigone en tragédies musicales (3 actes) composé entre 1924 et 1927. La création a lieu le 28 décembre 1927 au théâtre de la Monnaie à Bruxelles. Les décors sont également de Picasso et les costumes de Chanel.
La création française a lieu à l'Opéra de Paris en 1943.
La pièce connue un accueil mitigé en Belgique comme en France. Peu jouée, elle n'a fait l'objet que d'un enregistrement sonore dirigé par Maurice Le Roux en 1960.

## Adaptations à la télévision
- 1967 : Antigone, téléfilm français réalisé par Jean-Claude de Nesle, adaptation de la pièce de Jean Cocteau (d'après Sophocle)